# Alter Schlachthof (Landshut)

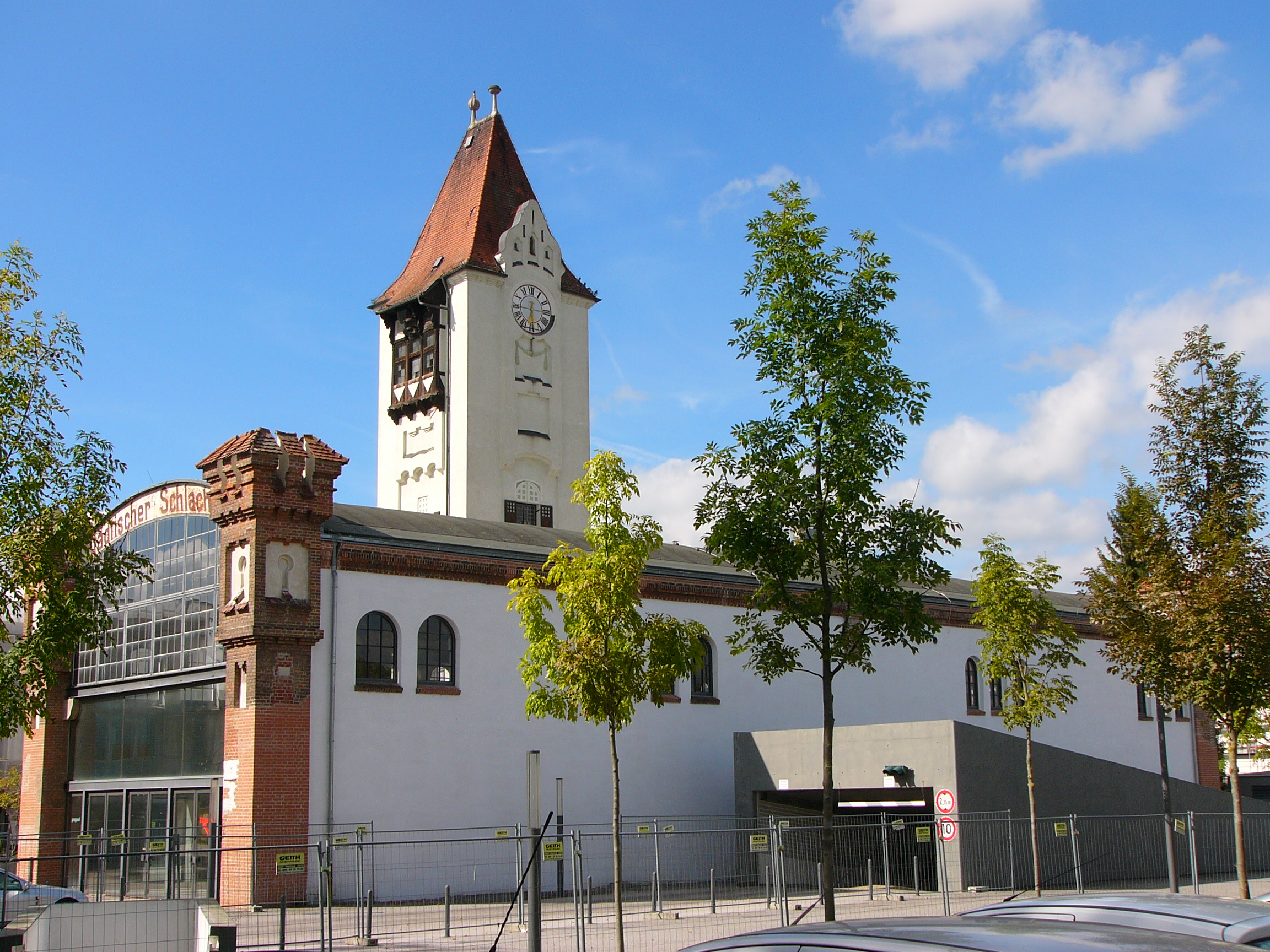
Ehemaliger Schlachthof in Landshut

Der Alte Schlachthof in Landshut, der Hauptstadt des Regierungsbezirks  Niederbayern, wurde 1905 errichtet. Der ehemalige städtische Schlachthof an der Stethaimerstraße 29, Ecke Schlachthofstraße 47, ist ein geschütztes Baudenkmal.
Das Bauensemble besteht aus folgenden Teilen:
- zweigeschossiger Verwaltungsbau mit Mansarddach mit Jugendstilelementen, die  bauzeitliche Ausstattung des Direktorenzimmers ist erhalten
- mehrgeschossiger Turm mit steilem Walmdach
- Durchfahrts- und Beladehalle, eine zweigeschossige Halle mit segmentbogenförmigem Dach über ebensolchen Holzfachwerkbindern, konstruktive Elemente der Wände und turmartige Fassadenpfeiler in Sicht-, z. T. Ziermauerwerk, mit Putzfeldern, beide Giebel sind verglast, der Südgiebel ist mit Städtischer Schlachthof bezeichnet.

Nach seiner Renovierung und Umgestaltung sowie Ergänzung um insgesamt drei neue moderne Gebäude, von 2005 bis etwa 2010 wurde die Alte Schlachthof-Durchfahrtshalle ab Ende 2006 nur 13 Monate lang als Markthalle „LA Markt“ genutzt, das Konzept aber scheiterte durch Fehler des Bauträgers und Unterfinanzierung, was zum Vorwurf der Insolvenzverschleppung bereits in der Bauphase führte. Seit 2018 befindet sich in der Alten Schlachthof-Durchfahrtshalle ein Lebensmittelanbieter. Die neuen umliegenden Gebäude sind seit 2006 mit Wohnungen, Büros und gewerblichen Anbietern belegt. So befindet sich im Haus Schlachthofstraße 47 nur mehr ein Gewerbebetrieb aus der Anfangszeit von 2006, ein Fachgeschäft für Geschenkkörbe, Wein, Spirituosen und Delikatessen des Familienunternehmens Barrique.